# Крепостна кула
Крепостна кула е съоръжение, постройка, представляваща част от крепост, направена от дърво, метал и камък и достигаща височина до 20 метра.
Крепостните кули имат различHи функции и могат да се разделят на наблюдателни, укрепителни и бойни. Строени са предимно през средновековието. Най-често са разположени на крепостна стена.
Те също така имат богато разнообразие във формите си:
- четириъгълни – повечето от тях са разположени на вратите на крепостта,
- петоъгълни – по средата на стената,
- многоъгълни – в зависимост от терена на крепостта,
- кръгли – разполагат се обикновено в ъглите на крепостта.